# Владимир (князь полоцкий)
Владимир (Вальдемар; ум. 1216) — князь Полоцкий с ~1184 по 1216 год. В русских источниках сведения о нём отсутствуют. Основной источник информации о Владимире Полоцком — Хроника Ливонии Генриха Латвийского, который называет его Woldemaro de Ploceke (Вольдемар Полоцкий) и именует великим королём (лат. magnus rex) Полоцка.

## Происхождение
Происхождение Владимира до конца не выяснено, князь с именем Владимир не мог править в княжестве с согласия полочан. Не раз предпринимались попытки идентифицировать его. Татищев в своей «Истории Российской», ссылаясь на надёжно не идентифицированную «Хрущёвскую летопись», упоминает под 1182 годом о войне Дрогичинского князя Василька Ярополковича с минским князем Владимирко Володаревичем. Оценка этого сообщения во многом зависит от подхода конкретного исследователя к решению проблемы достоверности так называемых «татищевских известий». По свидетельству Татищева, у Бориса Давыдовича был сын Владимир (Войцех), бывший братом Вячко.
На основании этого сообщения Н. М. Карамзин высказал предположение, что если бы у Володаря (Глебовича) был бы сын по имени Владимир, то именно его и можно было бы идентифицировать с Владимиром Полоцким. Однако сам Карамзин считал упоминание Владимира Володаревича выдумкой. Также сомневался в справедливости данного известия Татищева В. Е. Данилевич. Владимира Полоцкого он считал сыном Всеслава Васильковича, правившего в Полоцке до Владимира. Версию Данилевича поддерживали также А. М. Андрияшев и М. В. Довнар-Запольский. Они считали, что в данном известии Татищева были перепутаны Минск и Пинск. При этом Андрияшев не сомневался в историчности существования Владимирко Володаревича, считая его сыном князя Володаря Глебовича.
Однако другие исследователи известие Татищева о Владимирко Володаревиче Минском принимали как правильное. Подобной точки зрения придерживается А. В. Назаренко. Он привлёк сведения «Генеалогии датских королей», созданной в конце XII века аббатом Вильгельмом. В частности, в ней сообщается, что «братья же королевы Софии … со славой держат бразды правления королевством по сегодняшний день». Происхождение королевы Софьи, жены датского короля Вальдемара I, является дискуссионным, однако Назаренко склоняется к версии, что София — дочь Володаря Глебовича и сестра Василько Володаревича. И он полагает, что под братом, управляющим королевством, в «Генеалогии» подразумевается Владимир Полоцкий. Белорусский исследователь Н. Ермолович, считая, что Татищев имел в своих руках утраченные ныне источники и что необходимо учитывать все его известия, рассмотрел все версии происхождения Владимира Полоцкого и пришёл к выводу о его идентичности с Владимирко Володаревичем Минским.
Существуют и другие версии происхождения Владимира.

## Князь Владимир и потеряЛивонии
Как и когда Владимир стал полоцким князем, доподлинно неизвестно; исходя из сведений Генриха Латвийского о сношениях Владимира с будущим ливонским епископом Мейнардом можно предполагать, что Владимир в Полоцке вокняжился около 1184 года. Л. В. Алексеев считал, что это случилось после смерти Всеслава Васильковича.
О правлении Владимира известно не очень многое. То, что известно, в основном касается отношений Полоцкого княжества с его вассалами — ливами и земгалами, и того, как из-под власти полоцкого князя эти балтийские народы перешли под власть католических колонизаторов.

### Разрешение проповеди Мейнарду
В начале своего правления он дал разрешение прибывшему в Подвинье монаху-католику Мейнарду проповедовать в подвластной Полоцку земле язычников-ливов, живших тогда в низовьях реки Западная Двина. Историк А. П. Пятнов считает, что князь Владимир поступил так, ибо его родная сестра София приходилась супругой датскому королю Вальдемару I Великому (1157—1182).
За достигнутые успехи архиепископ Бремена Гартвиг II в 1186 году возвёл Мейнарда в сан епископа и создал первую в Ливонии епархию под его началом. 1 октября 1188 года папа Римский Климент III утвердил Мейнарда в епископском сане, а созданное епископство отдал в подчинение Бременскому и его главе Гартвигу II.
В 1191 году неназванные полоцкие князья, — возможно, Владимир и его брат Василько, — встречались в Великих Луках с новгородским князем Ярославом Владимировичем и договорились о совместном походе на литовцев или на чудь в следующем году. Но этот план не осуществился. В 1192 году Владимир один ходил на Литву, а новгородцы и псковичи на чудь. Неизвестны причины Владимирова похода на литовцев, которых минские князья обычно использовали как союзников; возможно, Владимир принял участие в некоей литовской междоусобице. Известно, что Владимир позже использовал литовские отряды. Но в 1201 году, когда литва пошла против земгалов, Владимир вторгся в Литву и вынудил литовцев вернуться в свои пределы.
Зимой 1198—1199 литовцы с полочанами напали на новгородскую крепость Великие Луки, сожгли её и разграбили окрестности. В ответ большое войско новгородцев, псковичей, ладожан, новоторжцев пошло на Полоцк. Полочане, чтобы не допустить разорения своих земель, отправили послов, которые встретили это войско возле озера Каспля, дарами и деньгами задобрив новгородского князя.
В то же время на западных границах княжества появились немецкие рыцари, пришедшие на место миролюбивого миссионера Мейнарда. Во главе крестоносцев стоял папский посланник епископ Альберт Буксгевден. Он был направлен в Ливонию на смену убитого ливами епископа Бертольда, а в 1202 году получил от папы Иннокентия III сан епископа рижского и укрепился в Риге, сделав её своим форпостом.

### Требование дани
Стремясь вернуть себе контроль над ливами, в 1203 году князь Владимир вторгся в Ливонию. Вероятно, его армия состояла из собственной дружины и дружин князей Всеволода Герсикского и Вячко Кукейносского. Они захватили на недолгое время замок Икскюль и заставили местных ливов возобновить уплату Полоцку ежегодной дани. Однако у крепости Гольм полочане потерпели поражение: немецкие рыцари из луков ранили много лошадей полочан, из-за чего те не рискнули переправляться через Двину под обстрелом и отступили. Но Всеволод Герсикский с литовцами совершил нападение на Ригу и пограбил рижские окрестности.
В 1206 году рижский епископ Альберт фон Буксгевден безуспешно пытался заключить с Владимиром мир. Он послал к Владимиру посольство во главе с Теодорихом, который был известен Владимиру ещё со времен Мейнарда. По дороге на посольство напали литовцы и отобрали дары для полоцкого князя, но сами послы добрались в Полоцк. Одновременно к Владимиру прибыли послы от ливов, которые жаловались, что «епископ с его сторонниками для них великая тягость, а бремя веры нестерпимо». Генрих Латвийский в своей хронике пишет, что речи ливов были полны «проклятий и желчи», а князя они «больше подстрекали начать войну, чем заключить мир». В результате Владимир решил собрать войско для большого похода на Ригу.
Теодориху удалось узнать о планах Владимира по подготовке похода и послать об этом известие Альберту. Альберт, получив такую новость, задержал в Ливонии крестоносцев, которые собирались возвращаться в Германию. В свою очередь и Владимир, поняв, что его намерение разоблачили, отложил большой поход на будущее. Он отпустил Теодориха, а вместе с ним отправил в Нижнее Подвинье полоцких чиновников, чтобы они, выслушав обе стороны — немцев и ливов, решили, кто из них говорит правду. Полоцкие чиновники остановились в Кукейносе, а вместе с Теодорихом в Ригу послали дьяка Стефана, чтобы вызвать Альберта на переговоры 30 мая 1206 года на реку Вогу. Альберт предложил послам приехать к нему в Ригу, как к хозяину этой земли — ехать на разбирательство он отказался, сославшись на то, что обычай требует, чтобы послы являлись к государю, но никогда он сам, «как бы скромен и любезен ни был, не выходит из своих укреплений навстречу послам».
К назначенному времени на Воге собралось большое количество ливов. С Гольма на корабле прибыли их старейшины, жившие в этом замке. По дороге они пытались хитростью выманить из Икскюля немцев, приглашая тех сесть к ним на корабль, но немцы не согласились. Тогда ливы напали на Гольм и захватили его. Отсюда они направились на Ригу, но крестоносцы, которые были там, легко разбили ливов и вернули себе Гольм.
Отказ Альберта прибыть на переговоры вызвал у Владимира возмущение. Он собрал войско и на кораблях спустился вниз по Двине. При высадке около Икскуля многих в полоцкой армии немцы ранили из луков. Владимир не стал брать этот замок, а неожиданно подошёл к Гольму и осадил его. Несколько дней между немцами и полочанами длился бой. Полочане забросали замок стрелами и пытались поджечь укрепления — разложили большой костер под стенами, но безрезультатно. Не принесла успеха и баллиста, которую сделали полочане по образцу немецких, так как она была сконструирована неудачно. Владимир планировал захватить Гольм, Икскюль и Ригу, тем самым полностью выбив немцев из Нижнего Подвинья. Однако Владимиру пришлось отказаться от этих замыслов, так как он узнал о приближении флота крестоносцев из Германии, а также датского короля Вальдемара с войском, которое он собирал три года и с которым высадился на Эзель. Соотношение сил изменились — Владимир отступил. Возможно, в этом поступке сыграла роль и дипломатия: сестра Владимира София была замужем за датским королём.
В результате этих событий вся Ливония оказалась во власти крестоносцев. Они подступили к границам Кукейносского княжества. Вячко Кукейносский по договорённости передал половину своего удела епископу, но скоро, узнав об отплытии крестоносцев в Германию, расправился с наместниками епископа и вернул себе княжество полностью. Захваченные трофеи он отправил Владимиру, сообщая, что крестоносцы ушли из Ливонии и предлагая возобновить наступление. Но встречный ветер задержал крестоносцев в устье Двины, и они, узнав о поступке Вячко, вернулись, чтобы отомстить. Вячко, не дожидаясь подхода крестоносцев, сжёг свой город и ушёл на Русь, а крестоносцы овладели Кукейносским княжеством (1208).
После этого под натиском крестоносцев оказался Всеволод Герсикский. Осенью 1209 года, разбив его дружину, крестоносцы захватили Герсик. Сам Всеволод спасся на противоположном берегу Двины и оттуда наблюдал, как горит его город, но его жена и дочь попали в плен. Епископ Альберт предложил Всеволоду мир, а также вернуть пленных и награбленное добро, но тот должен был передать ему половину своего княжества, избегать общения с язычниками — литовцами, сообщать о планах русских. У Всеволода не было другого выхода, как согласиться с этими условиями. Таким образом, он получил собственную землю в лен. Однако поскольку его жена была дочерью литовского князя Даугеруте, в трудный момент литовцы помогали Всеволоду, а он им. Немецкие рыцари не стали с этим мириться и в 1213 году напали на Герсик и разграбили его. В следующем году они попытались повторить грабёж, но подоспевшие литовцы их перебили.  После смерти Всеволода (до 1239 года) его владения были окончательно переданы Рижскому епископству.
Позже между Владимиром и ливонцами не раз происходили стычки из-за того, кому должны платить дань ливы. Это мешало полоцкой торговле, так как устье Двины контролировали немцы, а Владимир, в свою очередь, не позволял рижским купцам торговать в Полоцкой земле.

### Посольство от Альберта
В 1210 году Рига подвергается нападениям литвы и куршей, а на севере Ливонии разгорается междоусобная война между леттами и эстами. Не желая вести войну на все стороны, епископ Альберт направляет к Владимиру послов во главе с рыцарем Арнольдом.
Зная заинтересованность Полоцка в торговле по Двине, епископ предложил Владимиру заключить с Ригой мир и открыть рижским купцам доступ в свои владения. Чтобы обсудить условия соглашения, Владимир отправил к Альберту богатого человека Людольфа из Смоленска. Это, возможно, свидетельствует, что за Владимиром стоял и Смоленск, также заинтересованный в свободной торговле по Двине. С этим предположением согласен А. П. Пятнов: с начала его княжения Владимира (из минской ветви) и его союзников, князей Друцкой ветви Рюриковичей, поддерживал смоленский князь Давыд Ростиславич.
Владимира интересовала ливская дань, которую Полоцк потерял — епископ Альберт обещал выплачивать её за ливов. Это возвращало их отношения к состоянию 1203 года, но с учётом того, что Полоцк уже потерял Кукейнос и пострадали его интересы в Герсике. Этот договор хотя и сделал облегчение полоцкой торговле, но развязал руки епископу, который теперь мог воевать с другими противниками. И опять же епископ согласился платить дань за ливов, но не за себя. На самом деле, по-видимому, епископ даже не платил дань и за ливов, аргументируя это нежеланием ливов служить сразу двум хозяевам.
Однако в том же 1210 году католические колонизаторы заключили мир и с Новгородом, по которому князь  Мстислав Удатный поделил с рижским епископом Альбертом сферы влияния. Большая часть Эстонии (Сакала, Гервен, Гария, Рявала и Приморье (нем. Maritima или Wiek, Вик; эст. Läänemaa, Ляэнемаа), Роталия (Rotalia, эст. Ridala) и Сонтагана (Sontagana; эст. Soontagana) оставалась ещё не покоренной русскими и тем более немцами. Стороны оставили их на милость победителя. При этом за Новгородом были закреплены права на северные области Латгалии (Талава и Очела) и на эстонские земли вдоль Чудского озера: Вирония, Вайга, Уганди. Права рижского епископа признавались на Ливонию, Нижнее Подвинье и Латгалию (без Очелы и Талавы). Это соглашение, выгодное для новгородско-псковской торговли, усугубило положение полоцкого князя, лишив его поддержки  новгородско-псковских соотечественников.
Возможно, для решения этого вопроса Владимир позвал Альберта на встречу в 1212 году. Планируемые цели встречи неизвестны. Встреча состоялась в Герсике. Сначала чуть не началась схватка полоцкой дружины с вассалами епископа, которую чудом предотвратили. В результате встречи князь, признав де-юре фактическое владение епископом землей ливов, передал ливов епископу. При этом была достигнута договоренность о свободе торговли по Двине и о совместной охране торговых путей, в том числе от литовцев. Однако платить дань за ливов епископ окончательно отказался.
Неизвестно, какие дальнейшие планы относительно земли ливов имел Владимир. Возможно, сохраняя мир с епископом, он действовал против него через князя Всеволода Герсикского и литовцев.

### Наступление немцев
В 1214 епископ перешёл в наступление, обвинив князя Всеволода Герцикского в том, что он уже много лет не является к нему и всегда помогает литовцам советом и делом. С епископского благословения немцы пошли против Всеволода и хитростью завладели Герцике. Город был разграблен, а жители, которые не успели убежать в замок, взяты в плен.
В 1216 к Владимиру с просьбой обратились эсты, чтобы он пошёл с войском на Ригу. Сами эсты обещали одновременно начать войну против ливов и леттов, а также закрыть гавань в Дюнамюнде. Вероятно, такого подходящего момента и ждал Владимир. Он начал собирать армию из Полоцка, Минска, Литвы, Смоленска, Витебска и Друцка. Собралось большое войско, но перед самым началом похода, уже взойдя на корабль, Владимир неожиданно умер.
Неизвестно, были ли у Владимира дети. В источниках о них ничего не сообщается. Нет полной ясности и о том, кто наследовал Владимиру. По версии Данилевского, после Владимира в Полоцке сел князь Борис Всеславич из Друцкой линии; по мнению Татищева, Владимиру наследовал его брат Василько (Данилевич этого Василько отождествлял с витебским князем Василько Брячиславичем).